# 紫雲寺町
紫雲寺町（しうんじまち）は、新潟県北蒲原郡にあった、日本海に面していた町。2005年5月1日、加治川村とともに新発田市へ編入し、歴史を閉じた。

## 概要
通勤率は、新発田市（旧北蒲原郡豊浦町を除く）へ16.3%・新潟市（旧西蒲原郡黒埼町を除く）へ10.5%・聖籠町へ10.2%（いずれも平成12年国勢調査）。

## 町名の由来
1735年（享保20年）干拓によって埋め立てられた紫雲寺潟の名に由来する。

## 地理
- 河川：加治川、落堀川

## 歴史

### 沿革
- 1955年（昭和30年）3月31日 - 北蒲原郡紫雲寺村と松塚村の一部が合併し、町制施行し紫雲寺町となる。
- 1969年（昭和44年）5月1日 - 北蒲原郡加治川村と境界の一部を変更。
- 2005年（平成17年）5月1日 - 新発田市に加わったが地元民の中で紫雲寺町は今でもの心の中に残り続けている。

## 産業
工業
- 藤塚浜工業団地 - 1982年に水越食品が初進出して以降、丸藤シートパイル、ニイプロ、片山食品、ホクトなどが進出した[2][3]。ホクトの「新潟きのこセンター」は国内最大規模[4]。

エネルギー
- 風力発電 - 第三セクター「紫雲寺風力発電」による発電所が2002年に操業開始した[5]。

## 教育
- 紫雲寺中学校
- 紫雲寺小学校
- 藤塚小学校
- 米子小学校

## 姉妹都市・友好都市

### 国内
- 須坂市（長野県）
1985年6月姉妹都市提携[6]

### 海外
- セントジェームス市（アメリカ合衆国ミズーリ州）
1998年12月10日姉妹都市提携[7]

## 交通

### 道路
高速道路
- 日本海東北自動車道
  - 加治川紫雲寺バスストップ

一般国道
- 国道113号

都道府県道
- 主要地方道
  - 新潟県道3号新潟新発田村上線
  - 新潟県道21号新発田紫雲寺線

### 公共交通
町内に鉄道路線は通っておらず、隣接する新発田市内の駅が最寄りとなる。新発田駅との間に新潟交通グループの路線バスが運行されている。

## 観光
- 藤塚浜海水浴場
- 新潟県立紫雲寺記念公園 - 都市公園（広域公園）
  - 紫雲の郷（公園内の温泉施設・スポーツ施設）
- 紫雲ゴルフ倶楽部 - 1965年開業[8]。2001年頃、新潟中央銀行破綻の影響により運営が東新起業から本間組による新会社に移る[9]。
- 加治川治水記念公園
- 清潟公園
- れんぎょうモニュメント街道[1]

## 出身有名人
- 笹川美和（歌手）
- 青山杉作（俳優・演出家）